# Cladura daimio
Cladura daimio är en tvåvingeart som beskrevs av Alexander 1947. Cladura daimio ingår i släktet Cladura och familjen småharkrankar. Inga underarter finns listade i Catalogue of Life.